# De markt van welzijn en geluk
De markt van welzijn en geluk (1979) is een boek van de Nederlandse filosoof Hans Achterhuis over de welzijnssector.
Het boek heeft veel invloed gehad op het Nederlandse debat over welzijn en zorg dat gevoerd werd ten tijde van de publicatie van het boek. Het boek betoogde dat de welzijnssector haar doelgroepen van zich afhankelijk maakte. De sector reageerde niet alleen op vraag met haar eigen aanbod, maar schiep door haar aanbod afhankelijkheid en daarmee juist meer vraag. Het boek kwam uit in een tijd dat er veel discussie was over de effectiviteit van de welzijnssector in Nederland en heeft binnen die context de toekomstige richting van het welzijnswerk beïnvloed.